# غشائية عيينية
غشائية عيينية (الاسم العلمي: Hymenobacter ocellatus) هي نوع من البكتيريا، سلبية الغرام، تتبع جنس غشائية.